# Oficanthon
Oficanthon là một chi bọ cánh cứng thuộc họ Scarabaeidae.